# Circuit Het Nieuwsblad 2009
La 64e édition du Circuit Het Nieuwsblad a eu lieu le 28 février 2009, autour de la ville de Gand (Belgique), en empruntant les circuits des Ardennes flamandes et était inscrite au calendrier de l'UCI Europe Tour 2009. C'est le coureur cycliste norvégien, Thor Hushovd (Cervélo TestTeam) qui s'est imposé au sprint au sein d'un groupe de 18 coureurs, devant le Belge Kevyn Ista (Agritubel) et l'Espagnol Juan Antonio Flecha (Rabobank). Elle change de nom à cette occasion, passant de Circuit Het Volk à Circuit Het Nieuwsblad à la suite de la fusion entre les deux journaux Het Volk et Het Nieuwsblad.

## Présentation

### Parcours
La course donne le coup d'envoi de la saison des classiques flandriennes sur un parcours de 203 kilomètres dans la province de Flandre Orientale. Elle commence dans la ville de Gand et se termine au même endroit. Le parcours voit également le retour du Mur de Grammont.
Au total, onze monts, dont certains sont pavés, sont au programme de l'épreuve :
| Mont | Nom             | Km  | Revêtement | Longueur (m) | Pente moyenne | Pente maxi | Km de l'arrivée |
| ---- | --------------- | --- | ---------- | ------------ | ------------- | ---------- | --------------- |
| 1    | Leberg          | 77  | asphalte   | 950 m        | 4,2 %         | 13,8 %     | 126             |
| 2    | Berendries      | 81  | asphalte   | 940 m        | 7 %           | 12,3 %     | 122             |
| 3    | Valkenberg      | 86  | asphalte   | 540 m        | 8,1 %         | 12,8 %     | 117             |
| 4    | Tenbosse        | 93  | asphalte   | 450 m        | 6,9 %         | 8,7 %      | 110             |
| 5    | Mur de Grammont | 105 | pavés      | 1 139 m      | 9,2 %         | 20 %       | 98              |
| 6    | Pottelberg      | 127 | asphalte   | 1 600 m      | 6,2 %         | 10 %       | 76              |
| 7    | Kruisberg       | 138 | asphalte   | 1 875 m      | 4,8 %         | 9,0 %      | 65              |
| 8    | Taaienberg      | 147 | pavés      | 800 m        | 7,13 %        | 18 %       | 56              |
| 9    | Eikenberg       | 153 | pavés      | 1 200 m      | 5,78 %        | 9,9 %      | 50              |
| 10   | Wolvenberg      | 156 | asphalte   | 666 m        | 6,8 %         | 17,3 %     | 47              |
| 11   | Molenberg       | 165 | pavés      | 463 m        | 7 %           | 14,2 %     | 38              |

### Équipes
On retrouve un total de 25 équipes au départ, 14 faisant partie des ProTeams, la première division mondiale, neuf sont des équipes continentales professionnelles, la seconde division mondiale et les deux dernières sont des équipes continentales, la troisième division mondiale.
| ProTeams (14)- Silence-Lotto - Quick Step - AG2R La Mondiale - Astana - BBox Bouygues Telecom - Cofidis, le Crédit en Ligne - La Française des jeux - Garmin-Slipstream - Liquigas - Rabobank - Columbia-High Road - Katusha - Team Milram - Saxo Bank Équipes continentales professionnelles (9)- Topsport Vlaanderen-Mercator - Landbouwkrediet-Colnago - Agritubel - Cervélo TestTeam - Elk Haus-Simplon - ISD-Neri - PSK Whirlpool-Author - Skil-Shimano - Vacansoleil Équipes continentales (2)- Palmans Cras - Veranda´s Willems |
| |

## Classements

### Classement de la course
| \| Classement général \| Classement général \| Classement général \| Classement général \| Classement général \| \| Coureur \| Coureur \| Pays \| Équipe \| Temps \| \| ------------------ \| ------------------- \| ------------------ \| ----------------------- \| ------------------ \| \| 1er \| Thor Hushovd \| Norvège \| Cervélo TestTeam \| 4 h 47 min 45 s \| \| 2e \| Kevyn Ista \| Belgique \| Agritubel \| + 0 s \| \| 3e \| Juan Antonio Flecha \| Espagne \| Rabobank \| + 0 s \| \| 4e \| Greg Van Avermaet \| Belgique \| Silence-Lotto \| + 0 s \| \| 5e \| Marcus Burghardt \| Allemagne \| Columbia-High Road \| + 0 s \| \| 6e \| Frédéric Amorison \| Belgique \| Landbouwkrediet-Colnago \| + 0 s \| \| 7e \| Andreas Klier \| Allemagne \| Cervélo TestTeam \| + 0 s \| \| 8e \| Heinrich Haussler \| Allemagne \| Cervélo TestTeam \| + 0 s \| \| 9e \| Niki Terpstra \| Pays-Bas \| Team Milram \| + 0 s \| \| 10e \| Tom Boonen \| Belgique \| Quick Step \| + 0 s \| \| 11e \| Thomas Voeckler \| France \| BBox Bouygues Telecom \| + 0 s \| \| 12e \| Bram Tankink \| Pays-Bas \| Rabobank \| + 0 s \| \| 13e \| David Boucher \| France \| Landbouwkrediet-Colnago \| + 0 s \| \| 14e \| Nick Nuyens \| Belgique \| Rabobank \| + 0 s \| \| 15e \| Philippe Gilbert \| Belgique \| Silence-Lotto \| + 0 s \| \| 16e \| Joost Posthuma \| Pays-Bas \| Rabobank \| + 0 s \| \| 17e \| Sylvain Chavanel \| France \| Quick Step \| + 0 s \| \| 18e \| Wim De Vocht \| Belgique \| Vacansoleil \| + 0 s \| \| 19e \| Romain Feillu \| France \| Agritubel \| + 45 s \| \| 20e \| Yauheni Hutarovich \| Biélorussie \| La Française des jeux \| + 45 s \| |                     |             |                         |                 |
| |                     |             |                         |                 |
| |                     |             |                         |                 |
| Classement général |                     |             |                         |                 |
| Coureur | Coureur             | Pays        | Équipe                  | Temps           |
| 1er | Thor Hushovd        | Norvège     | Cervélo TestTeam        | 4 h 47 min 45 s |
| 2e | Kevyn Ista          | Belgique    | Agritubel               | + 0 s           |
| 3e | Juan Antonio Flecha | Espagne     | Rabobank                | + 0 s           |
| 4e | Greg Van Avermaet   | Belgique    | Silence-Lotto           | + 0 s           |
| 5e | Marcus Burghardt    | Allemagne   | Columbia-High Road      | + 0 s           |
| 6e | Frédéric Amorison   | Belgique    | Landbouwkrediet-Colnago | + 0 s           |
| 7e | Andreas Klier       | Allemagne   | Cervélo TestTeam        | + 0 s           |
| 8e | Heinrich Haussler   | Allemagne   | Cervélo TestTeam        | + 0 s           |
| 9e | Niki Terpstra       | Pays-Bas    | Team Milram             | + 0 s           |
| 10e | Tom Boonen          | Belgique    | Quick Step              | + 0 s           |
| 11e | Thomas Voeckler     | France      | BBox Bouygues Telecom   | + 0 s           |
| 12e | Bram Tankink        | Pays-Bas    | Rabobank                | + 0 s           |
| 13e | David Boucher       | France      | Landbouwkrediet-Colnago | + 0 s           |
| 14e | Nick Nuyens         | Belgique    | Rabobank                | + 0 s           |
| 15e | Philippe Gilbert    | Belgique    | Silence-Lotto           | + 0 s           |
| 16e | Joost Posthuma      | Pays-Bas    | Rabobank                | + 0 s           |
| 17e | Sylvain Chavanel    | France      | Quick Step              | + 0 s           |
| 18e | Wim De Vocht        | Belgique    | Vacansoleil             | + 0 s           |
| 19e | Romain Feillu       | France      | Agritubel               | + 45 s          |
| 20e | Yauheni Hutarovich  | Biélorussie | La Française des jeux   | + 45 s          |